# Silent Hill 3
Silent Hill 3 je survival horor z roku 2003, kterou vyvinula skupina Team Silent z Konami Computer Entertainment Tokyo a vydala společnost Konami pro PlayStation 2 a později jako port pro Windows. Jedná se o třetí díl série Silent Hill a přímé pokračování první hry Silent Hill.

## Synopse
Příběh hry sleduje osudy teenagerky Heather, která se zaplete do machinací městské sekty, jež se snaží oživit zlovolné božstvo.

## Vývoj a produkce
Silent Hill 3 byl původně plánován jako shoot ’em up střílečka a v důsledku zpočátku pomalých prodejů Silent Hillu 2 v Japonsku byl vyvíjen téměř současně s dalším dílem série, Silent Hill 4: The Room (2004). Vývoj hry ovlivnil film Jakubův žebřík a díla spisovatele hororů Stephena Kinga.

## Vydání a ohlasy
Hra vyšla v květnu 2003 pro PlayStation 2. V listopadu byl vydán port pro Windows a v roce 2012 vyšla remasterovaná verze ve vysokém rozlišení jako součást Silent Hill HD Collection pro PlayStation 3 a Xbox 360.
Videohry Silent Hill 3 se do listopadu 2003 prodalo více než 300 000 kopií. Hra byla dobře přijata kritikou, přičemž si vysloužila pochvalu za svou prezentaci, včetně prostředí, grafiky a zvuku, stejně jako za celkové hororové prvky a témata, která navazují na minulé díly. Menší kritika se vztahovala na kratší délku hry, kamery a herní mechanismy. Její děj byl volně adaptován do filmu Návrat do Silent Hill 3D.